# Barnabas Sibusiso Dlamini

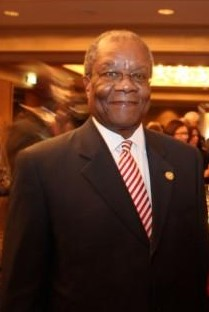
Barnabas Sibusiso Dlamini

Barnabas Sibusiso Dlamini (* 15. Mai 1942; † 28. September 2018 in Manzini) war ein eswatinischer Politiker und von 1996 bis 2003 bzw. vom 16. Oktober 2008 bis kurz vor seinem Tod im Jahr 2018 Premierminister von Eswatini.

## Biografie
Bevor er Regierungschef wurde, war er von 1984 bis 1993 Finanzminister von Swasiland und anschließend als Exekutivdirektor im IWF tätig. Er wurde von König Mswati III. zum Premierminister ernannt, um die wachsenden Proteste von Teilen des Volkes in geordnete Bahnen zu lenken. Dies gelang ihm nicht. Im Gegenteil, die Proteste – organisiert von den verbotenen Oppositionsparteien und dem Gewerkschaftsbund – wurden immer heftiger. Weil sich Dlamini stets loyal gegenüber den Wünschen des Monarchen zeigte, wurde er im Volk zunehmend unbeliebter. Der König entließ ihn im Jahr 2003 und ersetzte ihn durch Absalom Themba Dlamini.
Am 16. Oktober 2008 wurde er als Nachfolger von Absalom Themba Dlamini erneut Premierminister. Er behielt dieses Amt bis zum 4. September 2018, kurz vor seinem Tod. Ihm folgte als kommissarischer Premierminister Vincent Mhlanga.